# Kolpingstiftung-Rudolf-Geiselberger
Die Kolpingstiftung-Rudolf-Geiselberger wurde nach dem Tod des  Kolpingwerk-Diözesanpräses im Diözesanverband Augsburg Rudolf Geiselberger 1987 als kirchliche Stiftung des privaten Rechts gegründet. Hauptwirkungsfeld der Stiftung ist dabei die Förderung der Aufgaben des Kolpingwerkes, Diözesanverband Augsburg, insbesondere der Völkerverständigung und der Entwicklungshilfe.

## Organisation
Die Stiftung unterliegt der Stiftungsaufsicht durch das Bistum Augsburg. Für die Aufgaben der Stiftung werden die Erträge aus dem Stiftungskapital verwendet. Die Kolpingstiftung-Rudolf-Geiselberger wird von den Stiftungsorganen, Stiftungsrat und Vorstand, und mit einem Geschäftsführer und einem Stiftungsvorsitzenden geleitet.

### 1. Vorsitzender
1. Vorsitzender ist qua Amt der Diözesanpräses des Kolpingwerkes Diözesanverband Augsburg. Von der Gründung 1987 bis 2004 war dies Monsignore Josef Hosp. Von 2004 bis 2019 stand Alois Zeller an der Spitze der Stiftung. Seit Dezember 2019 ist Wolfgang Kretschmer 1. Vorsitzender der Stiftung.

### Stiftungsvorstand
Der Stiftungsvorstand besteht aus:
- dem Diözesanpräses des Kolpingwerkes Diözesanverband Augsburg als 1. Vorsitzenden
- dem jeweiligen 1. Vorsitzenden des Kolpingwerkes Diözesanverband Augsburg als 2. Vorsitzenden
- dem jeweiligen Geschäftsführer des Kolping-Bildungswerkes in der Diözese Augsburg e.V. als Geschäftsführer der Stiftung
- vier weiteren vom Stiftungsrat gewählten Mitgliedern, von denen zwei dem Vorstand des Kolpingwerkes Diözesanverband Augsburg und zwei dem Vorstand des Kolping-Bildungswerkes in der Diözese Augsburg e. V. angehören müssen.

### Stiftungsrat
Der Stiftungsrat setzt sich aus 9 Personen zusammen, die vom Vorstand des Kolpingwerkes Diözesanverband Augsburg benannt werden, sowie 9 weiteren Personen, die vom Vorstand des Kolping-Bildungswerkes in der Diözese Augsburg e. V. benannt werden. Die Personen werden schriftlich auf die Dauer von 4 Jahren benannt. Vorsitzender des Stiftungsrates ist der jeweilige 1. Vorsitzende des Stiftungsvorstandes.

## Zustiftungen
Die Stiftung hat mehrere weitere Stiftungen unter ihrer Verwaltung:
- Maria-Hardwig-Stiftung, Förderung der Ausbildung junger Menschen – insbesondere in handwerklichen Berufen
- Zustiftung Elmar und Gabriele Hausmann für Jugend- und Erwachsenenbildung in Afrika
- Johannes Korek Hilfe, Verbreitung des Christentums
- Dr.-Bruno-Merk-Stiftung für politische Bildung in christlicher Verantwortung
- Cilly und Herbert Kober Stiftung für die Förderung der Völkerverständigung, der Kultur und Bildung und des Heimatgedankens
- Cilly und Herbert Kober Kindergartenstiftung, Förderung der Erziehung und Bildung von Kindern
- Afrikahilfe Martha Hillermeier, Förderung von Kolping Afrika
- Karl und Gertrud Hausmann Stiftung, Völkerverständigung, Entwicklungshilfe und Bildung junger Menschen in Südafrika
- Alfons Hilmer Stiftung, Völkerverständigung und Hilfe in Indien

## Schwerpunkte
Die Stiftung unterstützt gegenwärtig (Juni 2018) Projekte in folgenden Ländern:

### Deutschland
- Familien-Bildungsmaßnahmen
- Finanzielle Unterstützung von Familien in Notlagen, insbesondere auch von Alleinerziehenden und behinderten Familienmitgliedern
- Gesellschaftspolitische Arbeit zur Stärkung der gesetzlichen Rahmenbedingungen für Familien
- Betreuung von Migrantenkindern

### Südafrika
- Kindergärten in Mossel Bay und Johannesburg
- Ausbildungsprogramm Work-Opportunity-Programm für Jugendliche

### Indien
Auf der Grundlage von Spargruppen werden Projekte als Mikrofinanz-System unterstützt:
- Hausbauprogramm
- Milchviehprojekt
- Einkommen schaffende Maßnahmen

## DZI-Spendensiegel
Das Deutsche Zentralinstitut für soziale Fragen vergibt seit 1992 jährlich das DZI-Spendensiegel. Seit 2018 erhielt die Kolpingstiftung-Rudolf-Geiselberger jährlich das Prüfsiegel.	